# Elecciones a las Cortes Valencianas de 1999
Las elecciones a las Cortes Valencianas de 1999 se celebraron el día 13 de junio, juntamente con las elecciones municipales. En ellas resultó ganador el PP por mayoría absoluta, siendo investido presidente Eduardo Zaplana, que en 2002 dimitió para pasar a ser Ministro de Trabajo del Gobierno de José María Aznar. Su lugar lo ocupó entonces José Luis Olivas.

## Candidaturas

### Candidaturas con representación previa en las Cortes Valencianas
A continuación, se muestra la lista de las candidaturas electorales que obtuvieron representación en las últimas elecciones a las Cortes Valencianas. Las candidaturas aparecen enumeradas en orden descendente de escaños obtenidos en las anteriores elecciones. Así mismo, los partidos y alianzas que conforman el gobierno en el momento de las elecciones están sombreados en verde claro.
| Candidatura | Candidatura                                    | Integrantes      | Candidato/a | Candidato/a                       | Diputados previos (1995) |
| ----------- | ---------------------------------------------- | ---------------- | ----------- | --------------------------------- | ------------------------ |
|             | Partido Popular                                | PPCV             |             | Eduardo Zaplana (Presidente e.f.) | 42                       |
|             | Partido Socialista Obrero Español-Progresistas | PSPV-PSOE PDNI   |             | Antoni Asunción                   | 32                       |
|             | Esquerra Unida del País Valencià               | EUPV             |             | Joan Ribó                         | 10 (EU-EV)               |
|             | Unión Valenciana                               | Unión Valenciana |             | Héctor Villalba                   | 5                        |

### Resto de candidaturas
A continuación, se muestra un listado con todas las candidaturas proclamadas por la Junta Electoral de la Comunidad Valenciana ordenadas alfabéticamente, junto con los candidatos de cada provincia. En negrita se resalta el candidato o la candidata a la presidencia de la Generalidad Valenciana en aquellos casos en que se haya comunicado.
|                                                    | Alternativa Comunidad Valenciana (ACV)                              |                                |                             | Rafael Navarro Ferrer       |
|                                                    | Bloc Nacionalista Valencià-Els Verds (BNV-EV)                       | Josep Alfons Llorens Gadea     | Josep Maria Pañella Alcácer | Pere Mayor Penadés          |
|                                                    | Centro Liberal (CL)                                                 | Miguel Ángel Robles Martínez   |                             |                             |
|                                                    | Esquerra Nacionalista Valenciana (ENV)                              | Fernando Enrique Medina Fenoll | Josep Barat Blasco          | Albert Marín Sanchis        |
|                                                    | Falange Española de las JONS (FE de las JONS)                       | Juan Carlos García Moreno      |                             | Francisco Martín López      |
|                                                    | Iniciativa Independiente (II)                                       | Ana María Pla García           |                             |                             |
|                                                    | Izquierda Republicana Federal-Partido Republicano Federal (IRF-PRF) | Fernando Millán Domínguez      | Erick Batiz Royo            | Serafí Àngel Ordiñana Vidal |
|                                                    | Liga Autónoma Española (LAE)                                        |                                |                             | Pedro Rubio Sánchez         |
|                                                    | Los Verdes Ecologistas Pacifistas (LVE)                             | Vicente Sancho Pauner          |                             |                             |
|                                                    | Organización Independiente Valenciana (OIV)                         |                                |                             | Vicente Morera Sendra       |
|                                                    | Partido Humanista (PH)                                              | Adrián Clemente Bertomeu       | María Fernández Roldán      | Virginia Martínez Navarro   |
|                                                    | Unión Centrista-Centro Democrático y Social (UC-CDS)                | Manuel Estevan Navarro         |                             | José Antonio Pérez Vercher  |
| Fuente: Junta Electoral de la Comunidad Valenciana |                                                                     |                                |                             |                             |

## Resultados

### Autonómico
Aquí se muestran los resultados totales de las candidaturas que obtuvieron al menos el 5% de los votos emitidos.
|  | 47,88 % |

|  | 33,91 % |

|  | 6,05 % |

|  | 4,68 % |

|  | 5,92 % |

|  | 1,55 % |

|  | 67,81 % |

### Diputados electos
Tras estos resultados, la Junta Electoral de la Comunidad Valenciana proclamó como diputados de las Cortes Valencianas para la legislatura 1999-2003 a los siguientes candidatos:
| Elecciones a las Cortes Valencianas de 1999 Diputados electos | Elecciones a las Cortes Valencianas de 1999 Diputados electos | Elecciones a las Cortes Valencianas de 1999 Diputados electos | Elecciones a las Cortes Valencianas de 1999 Diputados electos | Elecciones a las Cortes Valencianas de 1999 Diputados electos |
| Candidatura                                                   | Candidatura                                                   | Alicante | Castellón | Valencia |
| ------------------------------------------------------------- | ------------------------------------------------------------- | --- | --- | --- |
|                                                               | PPCV (49 diputados)                                           | 1. José Joaquín Ripoll Serrano 2. Carmen Galipienso Calatayud 3. Juan Manuel Cabot Saval 4. Macarena Montesinos de Miguel 5. José Cholbi Diego 6. María del Carmen Nácher Pérez 7. Rafael Maluenda Verdú 8. María Josefa García Herrero 9. Manuel Ortuño Cerdá 10. Francisca Pérez Barber 11. Juan Rodríguez Marín 12. Luis Concepción Moscardó 13. Pedro Hernández Mateo 14. María Estela Canales Martínez-Pinna 15. Manuel Pérez Fenoll 16. José Antonio Rovira Jover | 1. Carlos Fabra Carreras 2. Fernando Vicente Castelló Boronat 3. María Ascensión Figueres Górriz 4. Alejandro Font de Mora Turón 5. José Luis Ramírez Sorribes 6. Luis Tena Ronchera 7. Rosa María Barrieras Mombrú 8. Ricardo Costa Climent 9. Ángel Miguel Barrachina Ros 10. Antonio Fornás Tuzón 11. Laura Gómez Abego 12. Manuel Ignacio Prieto Honorato | 1. Eduardo Zaplana Hernández-Soro 2. María Rita Barberá Nolla 3. José Luis Olivas Martínez 4. Maria Àngels Ramón-Llin Martínez 5. Manuel Tarancón Fandos 6. Susana Camarero Benítez 7. Serafín Castellano Gómez 8. Marcela Miró Pérez 9. José Rafael Díez Cuquerella 10. Alicia de Miguel García 11. Martín Luis Quirós Palau 12. Esther Mártires Franco Aliaga 13. Antonio Ángel Clemente Olivert 14. María del Carmen Mas Rubio 15. José Manuel Botella Crespo 16. Alejandra Climent Jordá 17. Joaquín Soler Garibo 18. Encarna Cervera Mañas 19. David Francisco Serra Cervera 20. Amparo Sancho Vicente 21. Rafael Ferraro Sebastiá |
|                                                               | PSOE-Progresistas (35 diputados)                              | 1. Antonio Moreno Carrasco 2. María Dolores Mollá Soler 3. José Vicente Sanús Tormo 4. María Trinidad Amorós Fillol 5. Antonio Torres Salvador 6. María Moreno Ruiz 7. Eduardo Vicente Navarro 8. María Consuelo Català Pérez 9. Luis Briñas López 10. José Pérez Grau 11. Ramón Berenguer Prieto 12. Carmen Osuna Cubero | 1. Joaquim Francesc Puig Ferrer 2. María de las Mercedes Sanchordi García 3. Francesc Colomer Sánchez 4. Joaquín González Sospedra 5. Gema Torres Zaragozá 6. Daniel Gozalbo Bellés 7. Avelino Roca Albert 8. Cristina Lozano Salvador 9. Carmina Martinavarro Molla                                                                                          | 1. Antonio Asunción Hernández 2. Cristina Moreno Fernández 3. Antoni Lozano Pastor 4. María José Mendoza García 5. Juan Jesús Ros Piles 6. Juan Andrés Perelló Rodríguez 7. Josefa Andrés Barea 8. Carmen Ninet Peña 9. Baltasar Vives Moncho 10. Begoña Gómez-Marco Pérez 11. María Antonia de Armengol Criado 12. José Camarasa Albertos 13. Vicent Manuel Sarrià Morell 14. Joan Francesc Peris García |
|                                                               | EUPV (5 diputados)                                            | 1. Juan Antonio Oltra Soler 2. Ángela Llinares Llorca | 1. Ramón Cardona Pla | 1. Joan Ribó Canut 2. Dolors Pérez Martí |
| Fuente: Cortes Valencianas                                    |                                                               | | | |

## Votaciones de investidura en la legislatura
| Resultado de la votación de investidura del presidente de la Generalidad Valenciana | Resultado de la votación de investidura del presidente de la Generalidad Valenciana | Resultado de la votación de investidura del presidente de la Generalidad Valenciana | Resultado de la votación de investidura del presidente de la Generalidad Valenciana | Resultado de la votación de investidura del presidente de la Generalidad Valenciana | Resultado de la votación de investidura del presidente de la Generalidad Valenciana | Resultado de la votación de investidura del presidente de la Generalidad Valenciana | Resultado de la votación de investidura del presidente de la Generalidad Valenciana | Resultado de la votación de investidura del presidente de la Generalidad Valenciana | Resultado de la votación de investidura del presidente de la Generalidad Valenciana |
| Candidato                                                                           | Fecha                                                                               | Voto                                                                                |                                                                                     |                                                                                     |                                                                                     | Total                                                                               |                                                                                     |                                                                                     |                                                                                     |
| ----------------------------------------------------------------------------------- | ----------------------------------------------------------------------------------- | ----------------------------------------------------------------------------------- | ----------------------------------------------------------------------------------- | ----------------------------------------------------------------------------------- | ----------------------------------------------------------------------------------- | ----------------------------------------------------------------------------------- | ----------------------------------------------------------------------------------- | ----------------------------------------------------------------------------------- | ----------------------------------------------------------------------------------- |
| Eduardo Zaplana (PPCV)                                                              | 14 de junio de 1999 Mayoría requerida: absoluta (45/89)                             | Sí                                                                                  | 49                                                                                  |                                                                                     |                                                                                     | 49/89                                                                               |                                                                                     |                                                                                     |                                                                                     |
| Eduardo Zaplana (PPCV)                                                              | 14 de junio de 1999 Mayoría requerida: absoluta (45/89)                             | No                                                                                  |                                                                                     | 35                                                                                  | 5                                                                                   | 40/89                                                                               |                                                                                     |                                                                                     |                                                                                     |
| Eduardo Zaplana (PPCV)                                                              | 14 de junio de 1999 Mayoría requerida: absoluta (45/89)                             | Abs.                                                                                |                                                                                     |                                                                                     |                                                                                     | 0/89                                                                                |                                                                                     |                                                                                     |                                                                                     |
| José Luis Olivas (PPCV)                                                             | 22 de julio de 2002 Mayoría requerida: absoluta (45/89)                             | Sí                                                                                  | 49                                                                                  |                                                                                     |                                                                                     | 49/89                                                                               |                                                                                     |                                                                                     |                                                                                     |
| José Luis Olivas (PPCV)                                                             | 22 de julio de 2002 Mayoría requerida: absoluta (45/89)                             | No                                                                                  |                                                                                     | 35                                                                                  | 5                                                                                   | 40/89                                                                               |                                                                                     |                                                                                     |                                                                                     |
| José Luis Olivas (PPCV)                                                             | 22 de julio de 2002 Mayoría requerida: absoluta (45/89)                             | Abs.                                                                                |                                                                                     |                                                                                     |                                                                                     | 0/89                                                                                |                                                                                     |                                                                                     |                                                                                     |
| Fuente: Cortes Valencianas                                                          |                                                                                     |                                                                                     |                                                                                     |                                                                                     |                                                                                     |                                                                                     |                                                                                     |                                                                                     |                                                                                     |